# 9768 Stephenmaran
9768 Stephenmaran este un asteroid din centura principală de asteroizi.

## Descriere
9768 Stephenmaran este un asteroid din centura principală de asteroizi. A fost descoperit pe 5 aprilie 1992 la Observatorul Palomar de Carolyn S. Shoemaker și Eugene M. Shoemaker. Asteroidul prezintă o orbită caracterizată de o semiaxă mare de 2,43 ua, o excentricitate de 0,21 și o înclinație de 24,2° în raport cu ecliptica.